# Holden VN
Der Holden VN wurde in den Jahren 1988 bis 1991 von der australischen GM-Division Holden gefertigt. Es gab ihn als
- Modell Calais und
- Modell Commodore.